# لحوم الأدغال

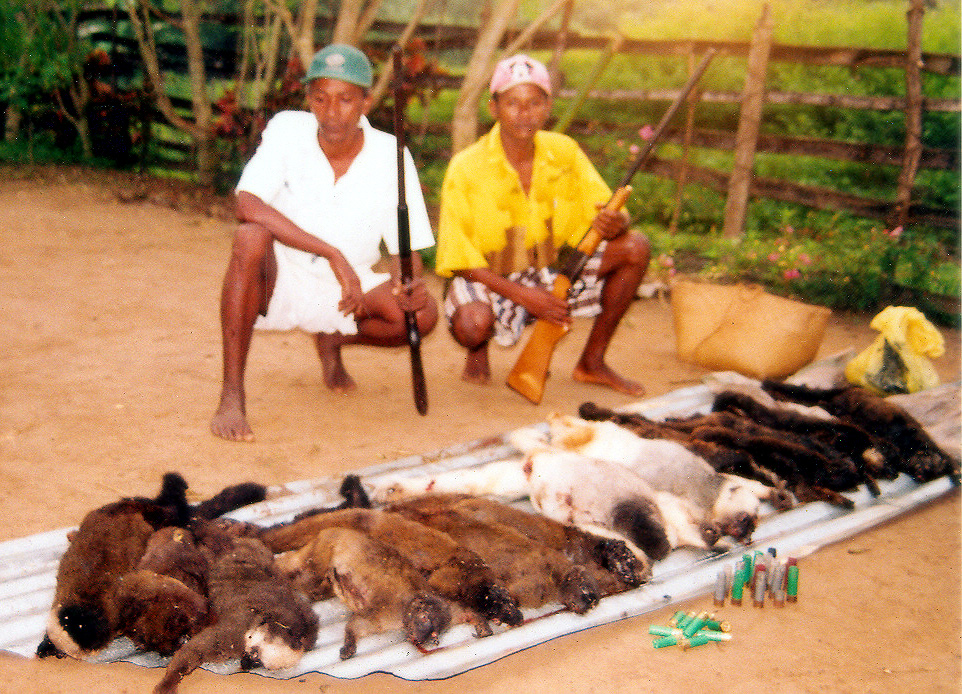
ليمورات مهددة بالإنقراض مقتولة من أجل الحصول على اللحوم

لحوم الأدغال أو لحوم الطرائد هي اللحوم من الحيوانات البرية التي يتم اصطيادها في أفريقيا وآسيا. استخدم المصطلح خصيصًا للإشارة إلى لحوم الحيوانات في غرب ووسط أفريقيا. اليوم، يستخدم المصطلح للإشارة إلى نطاق واسع من الدول وخصوصًا في إشارة إلى صيد أنواع القردة المهددة بالانقراض.
تقوم العديد من منظمات الحفاظ على البيئة باللتصدي لظاهرة لحوم الأدغال من خلال تشكيل فرقة عمل معنية، والتي تتمثل مهمتها في بناء دوائر مهنية عامة وحكومية ترمي إلى تحديد ودعم الحلول التي تُلبي بشكل فعال للأزمة لحوم الدغال في أفريقيا وحول العالم.

## وصلات خارجية
(إنجليزية):
- Bushmeat Crisis Task Force نسخة محفوظة 12 أغسطس 2014 على موقع واي باك مشين.
- Blog on bonobos and bushmeat in Congo
- Bushmeat Trade - Threat of Primate Extinction : Save The Primates نسخة محفوظة 2 مايو 2013 على موقع واي باك مشين.
- The Bushmeat Research Programme of the Institute of Zoology, Zoological Society of London
- The bushmeat trade. POSTnote 236. Parliamentary Office of Science and Technology, UK.
- Ape Alliance - Bushmeat Working Group
- Pan African Sanctuaries Alliance
- BBC News article about trying to prevent the illegal import of Bushmeat to the UK
- Bushmeat Briefings
- Photographs of bushmeat from KarlAmmann.com
- Oil and Bushmeat
- Bush Meat Campaign
- Bushmeat is commonly taken back to the towns after rural visits in Africa
- The wildlife trade monitoring network